# Барановский район (Ульяновская область)
Барановский район — административно-территориальная единица в составе Кузнецкого округа Средне-Волжской области, Средне-Волжского и Куйбышевского краёв, Куйбышевской, Пензенской и Ульяновской областей РСФСР, существовавшая в 1928—1930 и 1935—1956 годах.

## Первое образование
Барановский район был образован в 1928 году в составе Кузнецкого округа Средневолжской области (с 1929 года — края).
В 1930 году Барановский район был упразднён.

## Второе образование
В 1935 году Барановский район был восстановлен. В его состав вошли следующие сельсоветы Николаевского района:
- Андреевский,
- Баевский,
- Барановский,
- Белоключевский,
- Болдасьевский,
- Голодяевский,
- Губашевский,
- Давыдовский,
- Лапаевский,
- Мордовско-Канадейский,
- Новоалексеевский,
- Никитинский,
- Русско-Зимницкий,
- Славкинский,
- Старопичеурский,
- Старочирковский,
- Телятниковский,
- Холстовский.

Также, в него вошли следующие сельсоветы Новоспасского района:
- Куроедовский,
- Сухо-Терешанский.

4 февраля 1939 года Барановский район был передан в состав новой Пензенской области.
19 января 1943 года Барановский район был передан в состав новой Ульяновской области. На тот момент он включал сельсоветы Андреевский, Баевский, Барановский, Болдасевский, Белоключевский, Голодяевский, Губашевский, Давыдовский, Куроедовский, Лапаевский, Мордово-Канадейский, Никитинский, Новоалексеевский, Русско-Зимницкий, Славкинский, Старопичеурский, Старочирковский, Сухотерешанский, Телятниковский и Холстовский.
7 июля 1953 года были объединены сельсоветы:
- Голодяевский, Мордово-Канадейский и Никитинский — в один Голодяевский сельский Совет с центром с. Голодяевка.
- Барановский, Губашевский, Давыдовский и Болдасьевский — в один Барановский сельский Совет с центром с. Барановка.
- Сухо-Терешанский, Русско-Зимницкий и Бело-Ключевский — в один Сухо-Терешанский сельский Совет с центром с. Сухая Терешка.
- Старопичеурский, Старочирковский, Лапаевский и Новоалексеевский — в один Старопичеурский сельский Совет с центром с. Старый Пичеур.

2 ноября 1956 года Барановский район был упразднён. При этом его территория была передана в Николаевский район.